# Piastów
Piastów – miasto w Polsce położone w województwie mazowieckim, w powiecie pruszkowskim. Miasto należy do aglomeracji warszawskiej.
W latach 1975–1998 miasto administracyjnie należało do województwa warszawskiego.
Według danych GUS z 1 stycznia 2024 r. miasto liczyło 22 932 mieszkańców, będąc 22. najludniejszym miastem w województwie.
Nazwa Piastowa występuje jako znak E-17a oraz E-18a

## Położenie
Graniczy z warszawską dzielnicą Ursus, gminą Michałowice oraz miastem i gminą Ożarów Mazowiecki. Mimo swej przynależności administracyjnej jest typowym osiedlem podstołecznym, częścią aglomeracji warszawskiej (14 km do centrum Warszawy).
Piastów jest najmniejszą gminą w województwie (5,76 km²) i jednocześnie drugą najgęściej zaludnioną – 3937 os./km² (wg danych z 2019 r. po Legionowie). Według danych z 2014 r. Piastów zajmuje obszar 5,76 km², w tym:
- użytki rolne: 0,71 km² (12,3%)
- grunty zabudowane i zurbanizowane 5,05 km² (87,7%)
- użytki leśne: 0%.

## Sąsiednie gminy
Michałowice, Ożarów Mazowiecki, Pruszków, Warszawa

## Historia

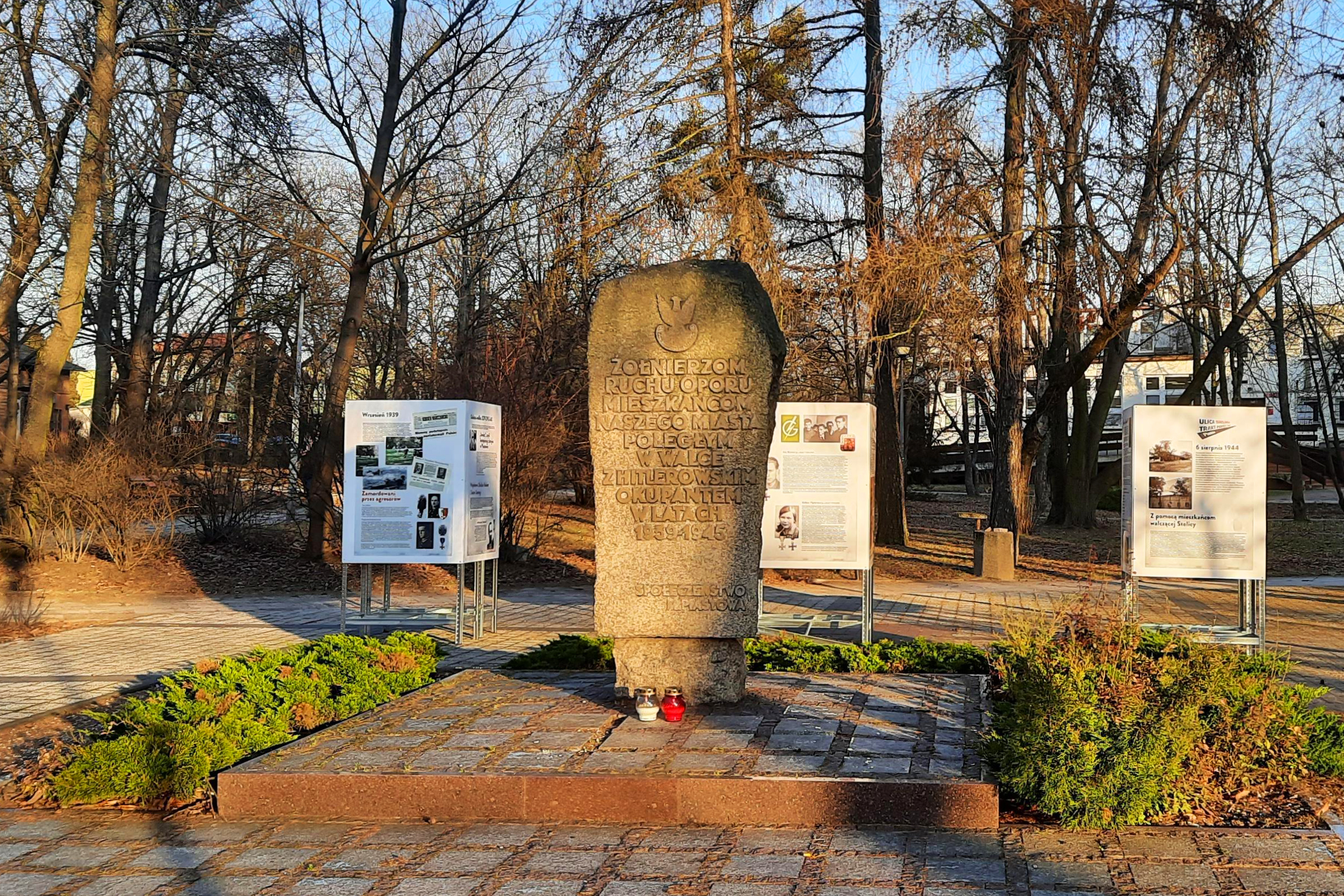
Pomnik ku czci żołnierzy ruchu oporu z terenu Piastowa walczących z okupantem w latach 1939 - 1945.

Historia powstania tej miejscowości zaczyna się w XVI wieku. Wówczas, na terenie dzisiejszego Piastowa istniały dwie miejscowości: Utrata i Żdżary. Dokumenty parafialne z XVI w. informują, że Żdżary były wsią duchowną należącą do parafii Żbików (obecnie część Pruszkowa). Następnie do połowy XIX wieku ziemie te należały do Wyższego Seminarium Duchownego św. Jana Chrzciciela w Warszawie. W 1865 r. majątek został skonfiskowany przez władze zaboru rosyjskiego, za popieranie przez kościół powstania styczniowego. Następnie grunty nabyli rosyjscy ziemianie, którzy dokonali parcelacji i sprzedaży terenów. W tym samym czasie nastąpiła rozbudowa Kolei Żelaznej Warszawsko-Wiedeńskiej, co spowodowało, że na terenie Piastowa wybudowano osiedle mieszkaniowe dla kolejarzy. Pracownicy kolei mieszkali w typowych XIX-wiecznych budynkach z czerwonej cegły zwanymi potocznie „czerwoniakami”. To spowodowało, że pod koniec XIX w. powstała osada. Z początkiem XX w. zamieszkało tu wielu warszawiaków uciekających przed zgiełkiem wielkiego miasta.
W 1926 r. mieszkańcy przyjęli nową nazwę swojej miejscowości – Piastów; została ona wyłoniona w drodze konkursu, spośród 11 propozycji: zwycięzcą okazał się czternastoletni harcerz Zygmunt Kosewski, który został potem honorowym obywatelem miasta. W 1928 r. dekretem biskupa powstała rzymskokatolicka parafia Matki Boskiej Częstochowskiej.
W 1930 r. powstała gmina Piastów:
- z części obszaru gminy Blizne – wieś Gołąbki, folwark Gołąbki, cmentarz, osadę włościańską o powierzchni 6 ha 69a zapisaną w tabeli likwidacyjnej wsi Gołąbki pod Nr. 1, osadę włościańską o powierzchni 1 ha 14a zapisaną w tabeli likwidacyjnej wsi Gołąbki pod Nr. 3, osadę Gołąbki i osadę Gołąbki A;
- z części obszaru gminy Ożarów – kolonię Piastów, wieś Żdżary, wschodnią część wsi Bąki po osadę Bąki-Senatorskie i po kolonję Bąki A, osadę Bąki Senatorskie i kolonje Bąki A;
- z części obszaru gminy Skorosze – kolonię Nadziein, osadę Niecki, kolonję Niecki i folwark Niecki[6].

20 października 1933 gminę podzielono na gromady (sołectwa): 
- gromada Piastów Północ – wieś Gołąbki po prawej stronie toru, osada Piastów po prawej stronie toru, wieś Żdżary i folwarki Niecki;
- gromada Piastów Południe – wieś Gołąbki po prawej lewej toru, osada Piastów po lewej stronie toru, kolonię Niecki i osadę Niecki[8].

Na terenie Piastowa zaczęły działać ZHP, OSP, PCK, Stowarzyszenie Miłośników Piastowa i inne. W 1952 r. Piastów otrzymał prawa miejskie, mieszkało tu wówczas 10 tys. osób. Rozbudowa Zakładów Mechanicznych „Ursus” spowodowała przypływ ludności, także w obrębie Piastowa i budowę wysokich blokowisk na północy miasta. 31 grudnia 1961 r. z Piastowa wyłączono osiedle mieszkaniowe Gołąbki, włączając je do miasta Ursus w tymże powiecie i województwie.

### Początki przemysłu chemicznego
W 1925 r. inż. Fryderyk Muller przeniósł tu z Warszawy Zakłady Akumulatorowe systemu „Tudor”, a w 1928 r. uruchomił produkcję między innymi obudów akumulatorowych w Zakładach Kauczukowych „Piastów”. Zaraz po wojnie, w 1946 r. otwarto Zasadniczą Szkołę Zawodową, co było skutkiem dotychczasowego rozwoju branży chemicznej w Piastowie. W latach 60. XX w. powstał Zespół Szkół Chemicznych. W 1973 r. powstał Instytut Przemysłu Gumowego „Stomil”.

## Demografia
Według danych GUS z 31 grudnia 2021 r. miasto zamieszkiwało 23 140 mieszkańców.
Piramida wieku mieszkańców Piastowa w 2014 roku.

| \| Opis \| Ogółem \| Ogółem \| Kobiety \| Kobiety \| Mężczyźni \| Mężczyźni \| \| Jednostka \| osób \| % \| osób \| % \| osób \| % \| \| --------------------------------- \| ------ \| ------ \| ------- \| ------- \| --------- \| --------- \| \| Populacja \| 22617 \| 100 \| 11913 \| 52,67 \| 10704 \| 47,33 \| \| Gęstość zaludnienia (mieszk./km²) \| 3937 \| 3937 \| 2068 \| 2068 \| 1858 \| 1858 \| | Rozwój demograficzny Piastowa na przestrzeni ostatnich 60 lat |        |         |         |           |           |
| Opis | Ogółem                                                        | Ogółem | Kobiety | Kobiety | Mężczyźni | Mężczyźni |
| Jednostka | osób                                                          | %      | osób    | %       | osób      | %         |
| Populacja | 22617                                                         | 100    | 11913   | 52,67   | 10704     | 47,33     |
| Gęstość zaludnienia (mieszk./km²) | 3937                                                          | 3937   | 2068    | 2068    | 1858      | 1858      |

## Władze Piastowa

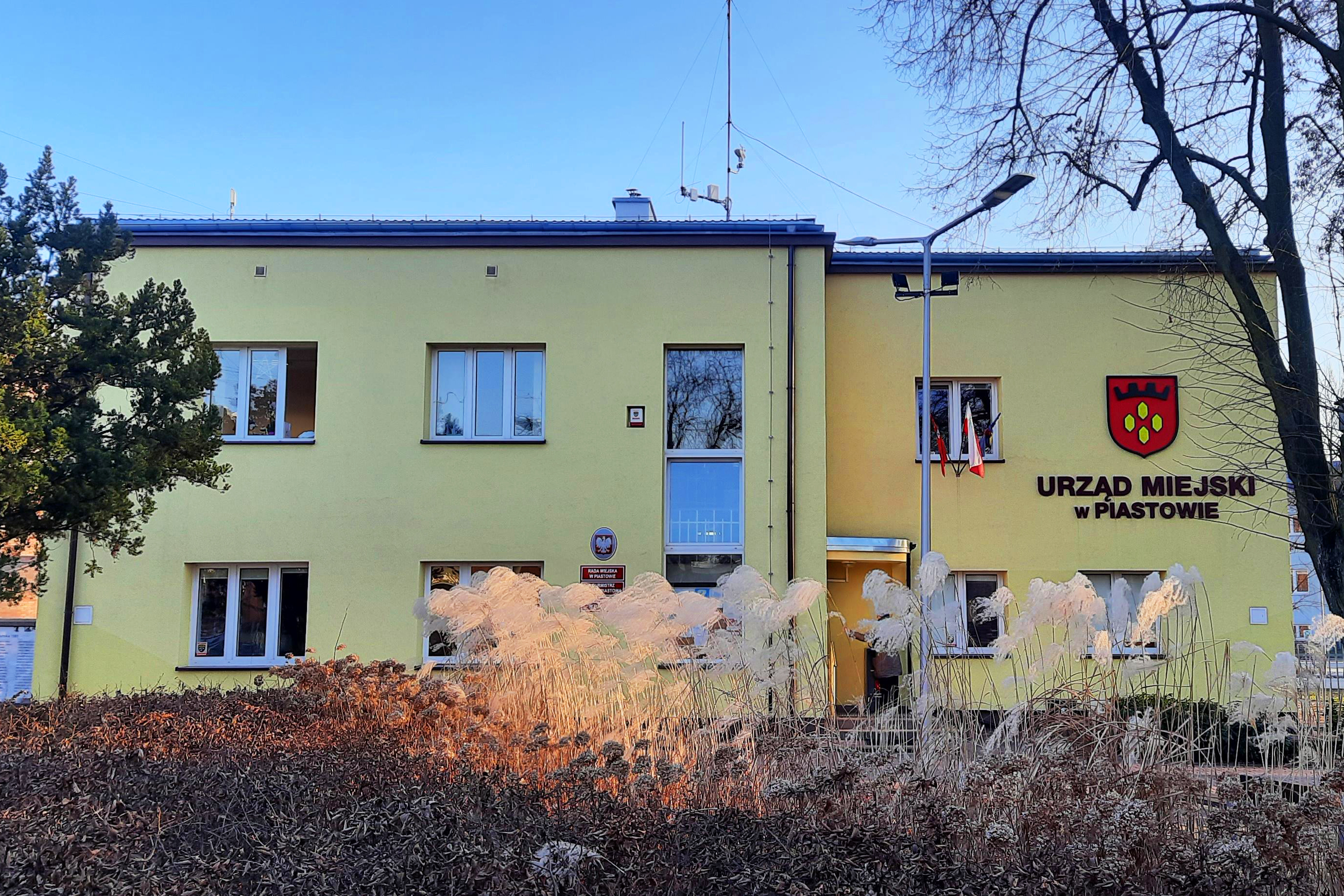
Urząd miasta

- 1979–1984 – Czesław Baran – naczelnik
- 1984–1988 – Bogdan Tomalak – naczelnik
- 1988–1989 – Zbigniew Strzelecki – naczelnik
- 1989–1990 – Mieczysław Palczewski – p.o. naczelnika
- 1990–2010 – Zdzisław Brzeziński – burmistrz
- 2010–2014 – Marek Kubicki – burmistrz
- 2014–2024 – Grzegorz Waldemar Szuplewski – burmistrz[13]
- od 2024 – Tomasz Krzysztof Jankowski – burmistrz

## Transport
Transport drogowy

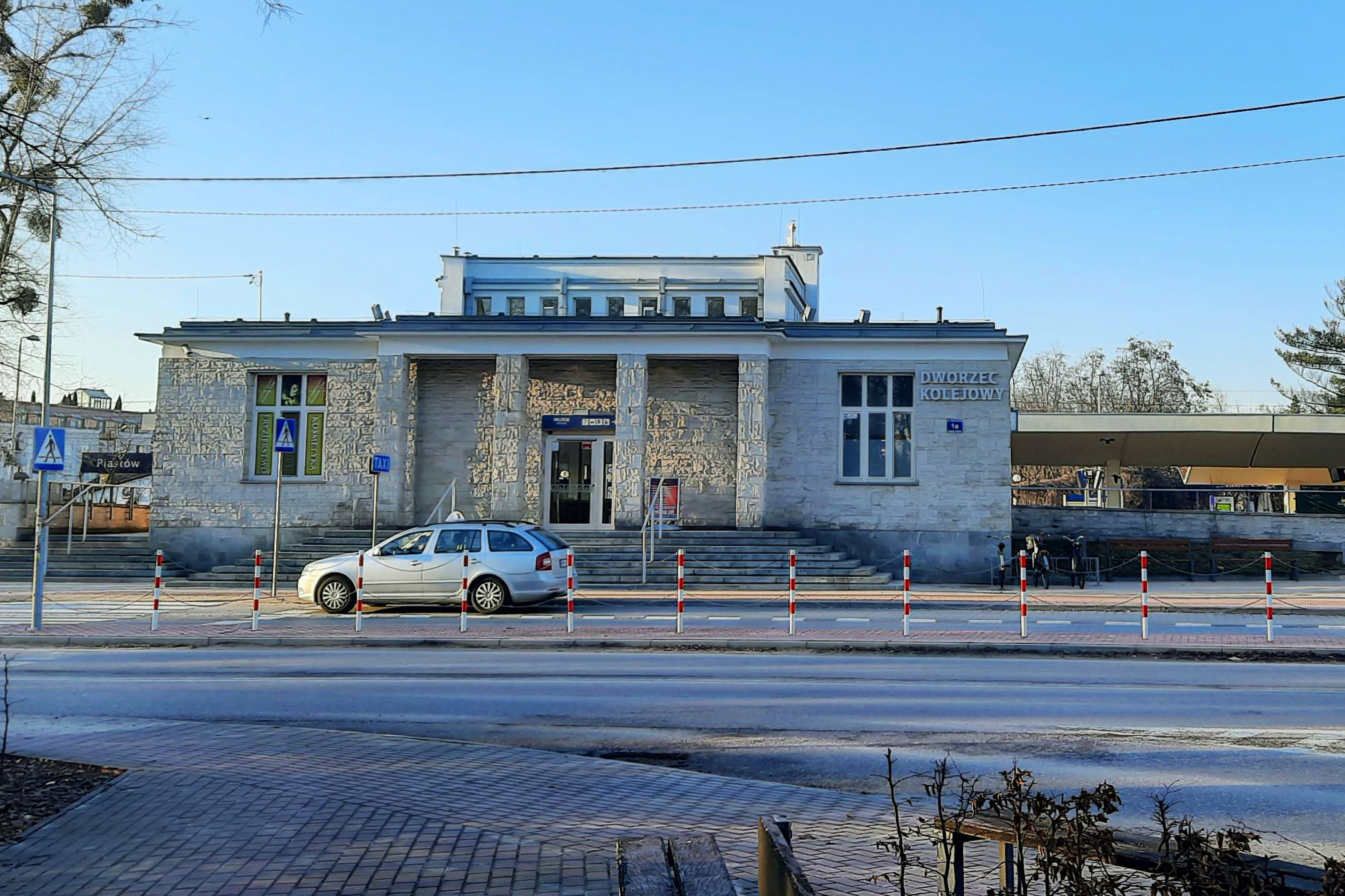
Dworzec kolejowy w Piastowie

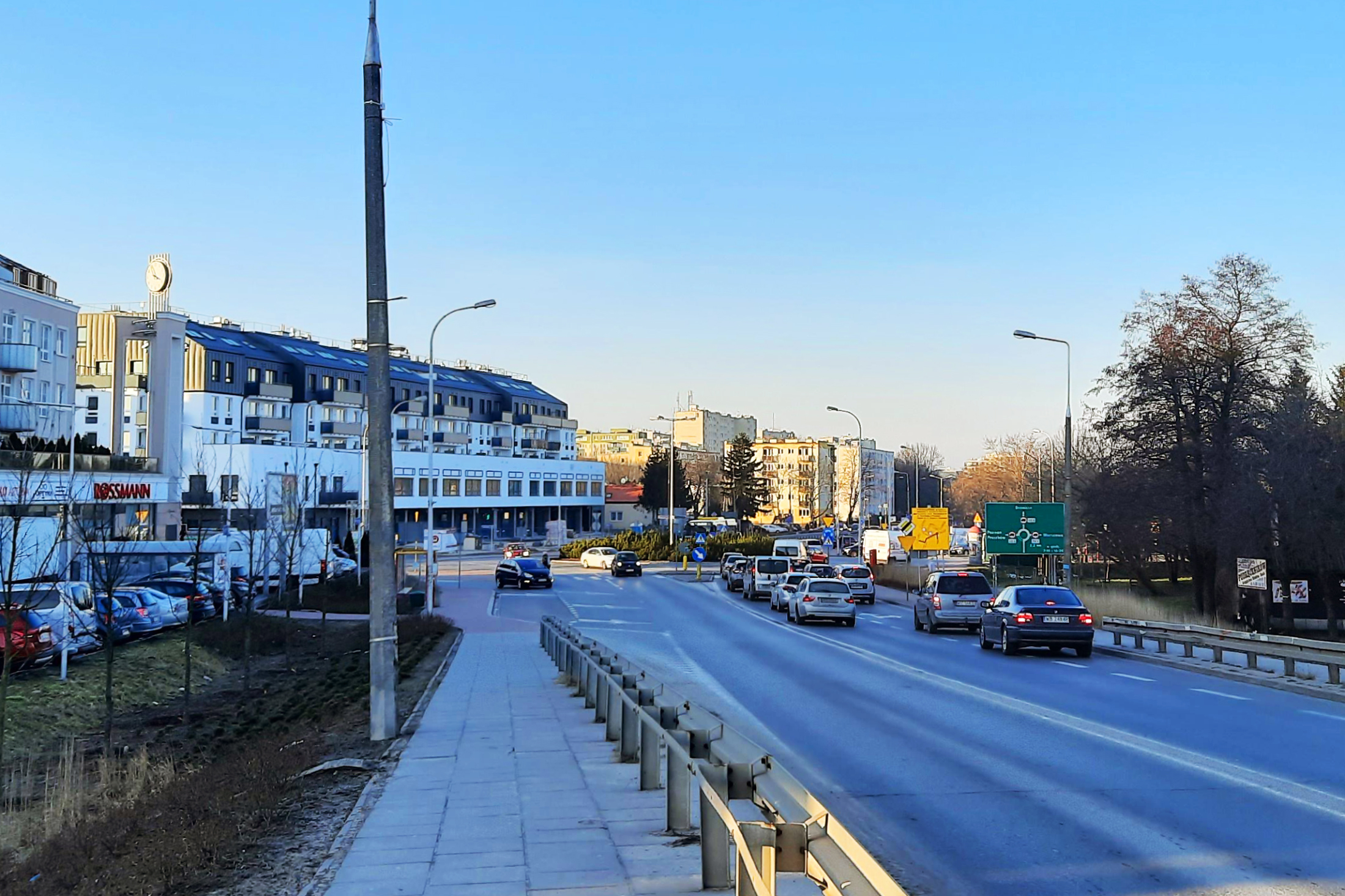
Centrum Piastowa, wiadukt nad linią kolejową

Przez Piastów przebiega droga wojewódzka nr 719.
Komunikacja miejska
Połączenie z Warszawą zapewniają 4 linie autobusowe obsługiwane przez ZTM Warszawa:
- 716: z pętli przy ul. Ogińskiego do Cmentarza Wolskiego w Warszawie[14]
- 717: z pętli przy ul. Ogińskiego do Dworca Warszawa Zachodnia[15]
- 818: od Dworca Warszawa Zachodnia do pętli na Osiedlu Staszica w Pruszkowie
- N85: od Dworca Centralnego w Warszawie do pętli na Osiedlu Staszica w Pruszkowie[16]

Od 2011 władze miasta uruchomiły pierwszą linię miejską - wewnętrzną: P-1.
W 2012 roku władze Pruszkowa uruchomiły linię nr 3, łączącą Piastów z pętlą przy ul. Inżynierskiej w Pruszkowie.
Spółka PKS Grodzisk Mazowiecki zapewnia również dojazd autobusami z Piastowa do Janek i Ożarowa Mazowieckiego.
Transport kolejowy
Przez Piastów przebiega linia kolejowa nr 1 oraz linia kolejowa nr 447. W Piastowie zatrzymują się pociągi linii S1 obsługiwane przez SKM Warszawa, oraz pociągi Kolei Mazowieckich w kierunku Grodziska Mazowieckiego, Skierniewic, Warszawy i Otwocka.

## Oświata
Przedszkola publiczne
- Przedszkole Miejskie nr 1[18]
- Przedszkole Miejskie nr 2[19]
- Przedszkole Miejskie nr 3[20]
- Przedszkole Miejskie nr 4[21]

Szkoły podstawowe

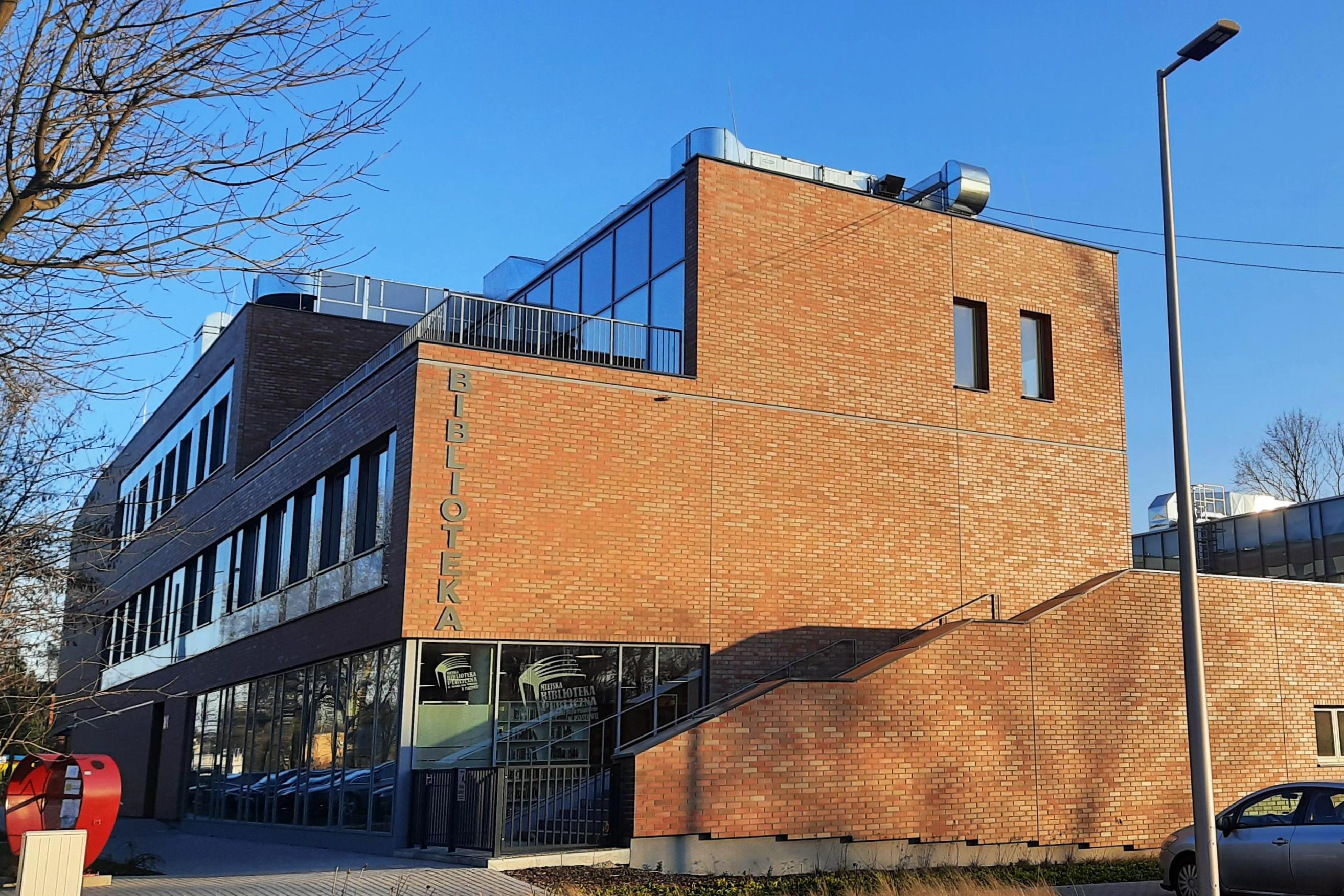
Liceum Ogólnokształcące z Oddziałami Dwujęzycznymi im. Adama Mickiewicza

- Szkoła Podstawowa nr 1 im. Stanisława Staszica[22]
- Szkoła Podstawowa nr 2 im. Marii Skłodowskiej-Curie[23]
- Szkoła Podstawowa nr 3 im. Bohaterów Powstania Warszawskiego[24]
- Szkoła Podstawowa nr 4 im. Bohaterów spod Darnicy[25]
- Szkoła Podstawowa nr 5 im. Zbigniewa Gęsickiego „Juno”[26]
- Niepubliczna Szkoła Podstawowa nr 85[27]

Szkoły średnie
- Liceum Ogólnokształcące im. Adama Mickiewicza[28]
- Zespół Szkół im. Fridtjofa Nansena[29]

## Kultura
W mieście znajdują się:
- Kino „Baśń”[31]
- Miejska Biblioteka Publiczna[32]
- Miejski Ośrodek Kultury[33]
- Piastowski Uniwersytet Trzeciego Wieku[34]
- Piastowskie Archiwum Miejskie[35]

## Sport
W Piastowie mieści się Miejski Ośrodek Sportu i Rekreacji, w którym organizowane są imprezy sportowe jak np.: ślizgawka, "Bieg Niepodległości", "Bieg Bitwy Warszawskiej", "Bieg Mazurka Dąbrowskiego".
Na terenie miasta funkcjonuje Miejski Klub Sportowy Piast Piastów, skupiający się przede wszystkim na rozgrywkach piłki nożnej mężczyzn. Najlepszym okresem dla klubu były lata 2006-2010, wówczas Piast rozgrywał swoje mecze na poziomie IV ligi. W sezonie 2019/20 Piast Piastów występuje w Lidze Okręgowej, grupa Warszawa II.
Międzyszkolny Uczniowski Klub Sportowy Tie-Break Piastów – klub siatkarski; specjalizuje się w szkoleniu dzieci. Od sezonu 2018/2019 występuje także w rozgrywkach IV Ligi podlegając pod Mazowiecko-Warszawski Związek Piłki Siatkowej; drużyna awansowała do fazy play-off z trzeciego miejsca w tabeli i na takim miejscu zakończyła sezon. Klub utworzony został w 2003, a jego drużyny startowały w Lidze Juniorów o mistrzostwo Mazowsza. W latach 2011–2015 klub zawiesił swoją działalność. We współpracy z miastem i Miejskim Ośrodkiem Sportu i Rekreacji klub zorganizował wiele turniejów siatkarskich, między innymi Mikołajkowy Turniej Piłki Siatkowej „Mikovolley Cup” czy Ogólnopolski Turniej Piłki Plażowej „Piastów Beach Volley Cup”.

## Ochrona publiczna
W mieście znajduje się:
- komisariat policji[42]

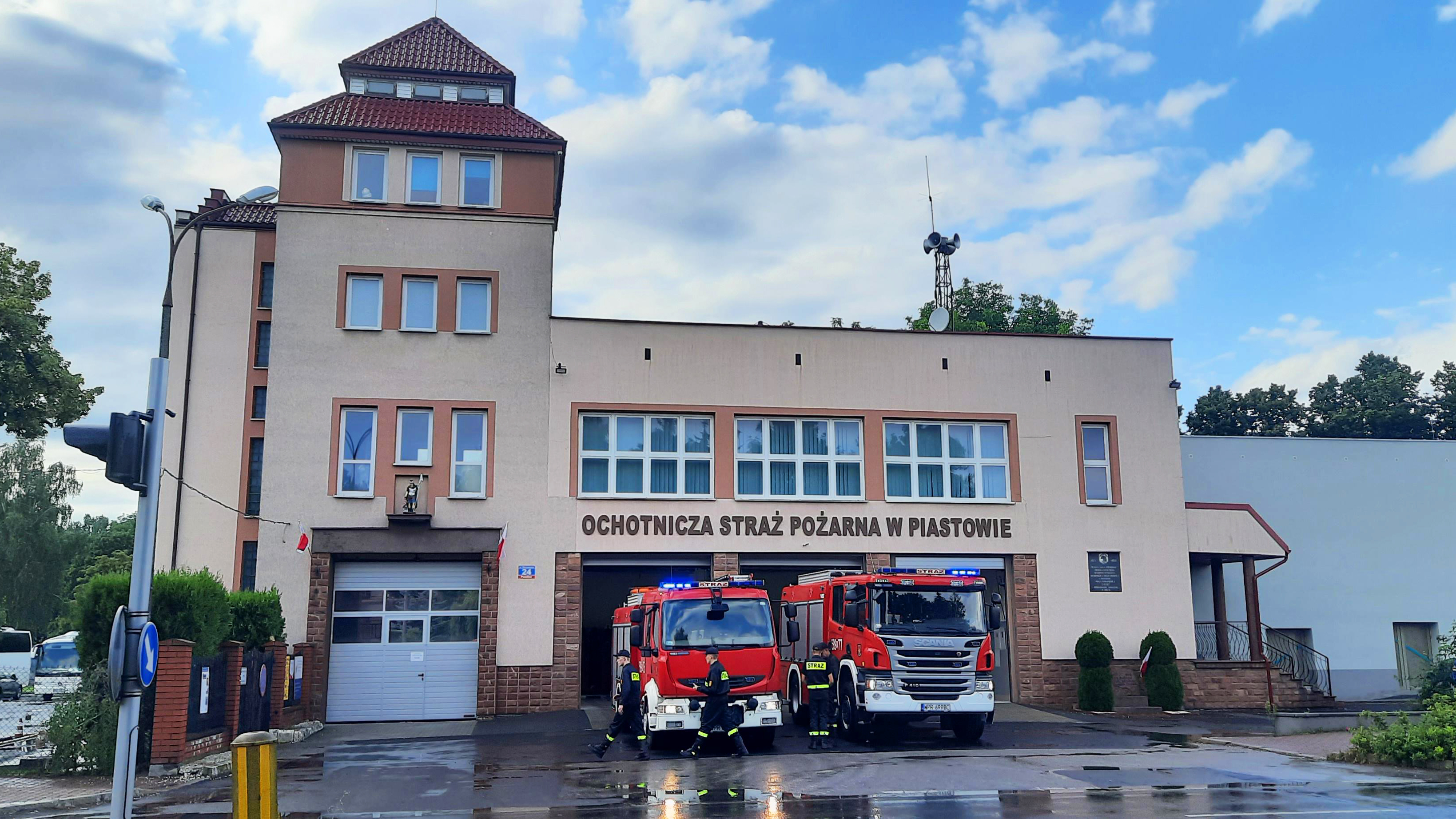
Budynek Ochotniczej Straży Pożarnej w Piastowie

- remiza Ochotniczej Straży Pożarnej[43]
- przychodnia publiczna wraz z oddziałem nocnej i świątecznej pomocy lekarskiej[44]

## Religia
Parafie rzymskokatolickie
- Matki Bożej Częstochowskiej
- Chrystusa Króla Wszechświata
- Św. Michała Archanioła

Świadkowie Jehowy
- zbór Piastów[45]

Rodzimy Kościół Polski

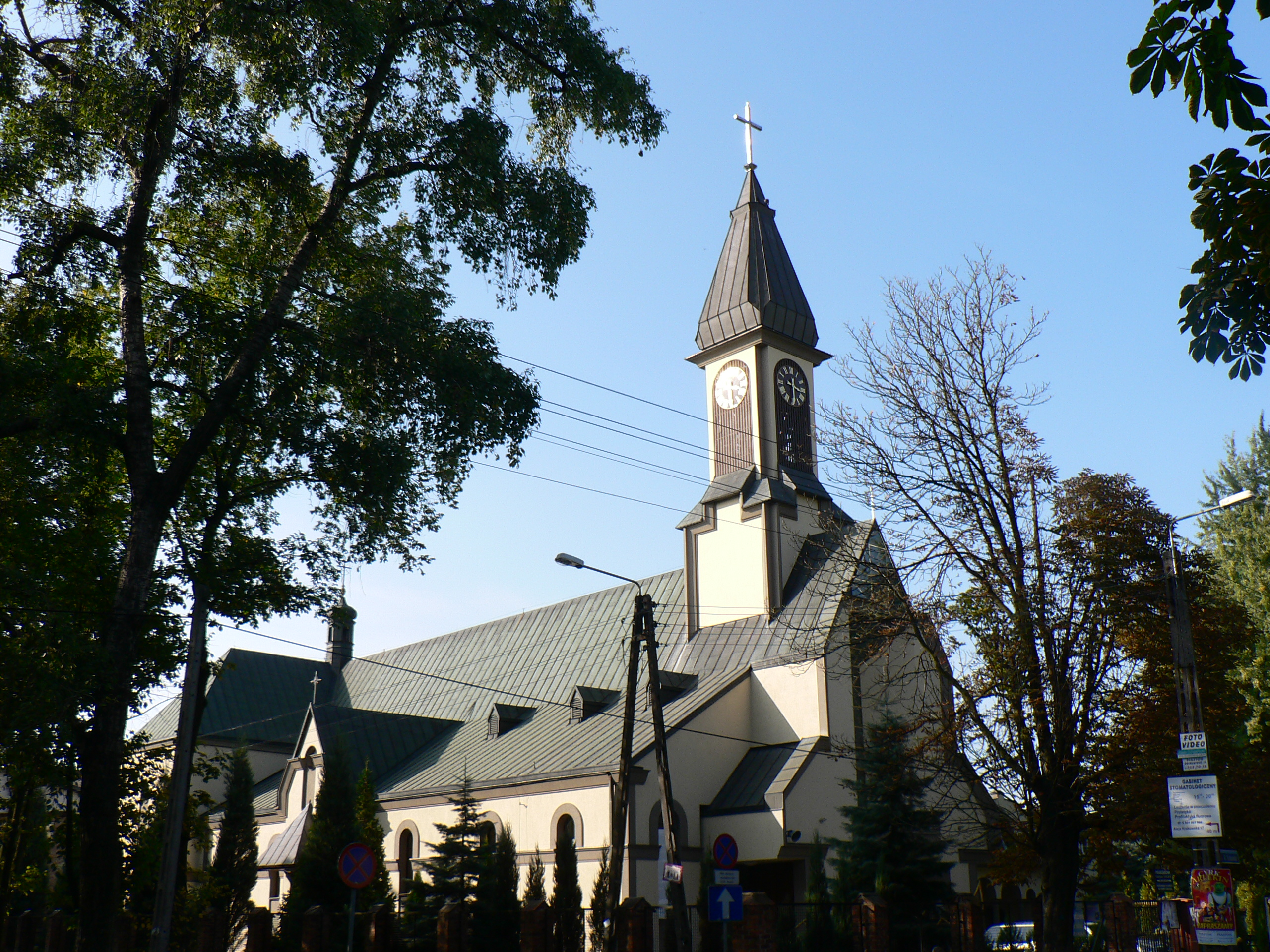
Kościół pw. Matki Bożej Częstochowskiej

- Rodzimy Kościół Polski w Piastowie organizuje obchody świąt, zjazdy i wiece swoich członków[46].